# 黃荔芬
黃荔芬（1932年7月17日—2003年2月7日），臺灣彰化縣鹿港鎮人，在臺南市創立露晞之家，以收容未婚生子的少女，並處理出養事宜。

## 生平
黃荔芬為1932年7月17日生於鹿港，教名嘉爾默羅，日治時代以第一名成績畢業於台北師範學校女子部，1953年與台南地方法院書記官姜任結婚。兩人生有長女姜敏、次女姜捷、三女姜蕋、四女姜滿、長子姜熹、次子姜震、六女姜婷、三子姜嶺，多從事天主教職。
1960年代政府提倡結紮，台南耶穌聖心堂因而成立美滿家庭服務中心，以宣導基礎體溫避孕法，不少懷孕少女開始來求助。當時1969年，黃荔芬開始投入社會福利工作。在此輔導的她，便把這些不想會去的少女帶回自己家，供她們住宿待產，後來乾脆闢整間統鋪，可同時收容四到六人。女兒姜捷回憶，未婚媽媽一個個進來，她們八個兄弟姐妹變成自己要打地舖睡，後來乾脆家人集資買一幢房子，把一層樓挪給未婚媽媽，後來還是不夠用。黃荔芬向教會提出創辦未婚媽媽之家的構想，引起教會部分修女的反對，但天主教台南教區主教成世光大力支持，並由普愛會發起集募基金。1982年6月在天主教區輔導之下成立露晞之家，設址於勝利路85號。
為讓懷孕少女戶籍上看不出生過孩子，黃荔芬會把她們戶籍遷進自家戶籍，待產後再遷出。也因此有人尋地址前來上門討債、恐嚇、噴漆。女兒姜婷回憶說自己曾在十九、廿歲時，就騎著五十CC機車載孕婦到醫院生產，但家人對母親老忙著別人的事，從無怨言。
黃荔芬辦出養也一定上法院公證，以免未來紛爭，甚至考慮養父母血型、眼皮單雙等因素，和面貌相近的孩子配對。1984年報導露晞之家時，被記者以「未婚媽媽的天堂」形容。她因這些表現傑出獲頒全國模範母親，及當選全國優良社工人。
2000年，黃荔芬因腰椎疼痛，幾經醫治始終未見改善，直到至臺北榮民總醫院檢查才知已是肺癌末期，癌細胞轉移到腿骨、髖骨、脊椎而造成巨痛。但她還是照常上班，早上做化療，下午出庭公證，兒女勸她休息，她都不肯。女兒姜捷表示，母親雖檢查出罹患癌症，卻並未替自己憂心，反而擔心露晞之家無以為繼，四處尋找適合的接棒人，終獲天主教善牧基金會答應接辦，才在2002年12月放下工作。其實，善牧基金會也募款成績不佳，接下後財務更緊縮，但執行長湯靜蓮說：「擔子再怎麼重，比不過孩子生命的重量」。該年，黃荔芬將露晞之家相關歷史寫成書籍《生之續》，由聞道出版社出書。同年12月9日，周大觀文教基金會頒發全球熱愛生命獎章給黃荔芬，並為尚待認養的六十名嬰兒請求政府協助。同月20日，露晞之家二十周年慶，國外的領養家庭也前來臺灣來一同歡慶。
2003年2月7日晚上8點35分，黃荔芬在兒女圍繞下以及《玫瑰經》的誦經聲中病逝，生前已照顧過一千位以上的未婚媽媽以及她們所生的嬰孩。

## 著作
- 黃荔芬. . 聞道出版社. 2002  [2021-01-16]. ISBN 9789572828830. （原始内容存档于2021-01-21）.